# Flax Bourton
Flax Bourton est une paroisse civile et un village du Somerset, en Angleterre.